# Иродионов, Пётр
Пётр Иродионов — священнослужитель Русской православной церкви, служивший в городе Торопце, известный как автор книги «Исторические, географические и политические известия до города Торопца и его округа касающиеся» (СПб., 1777; СПб, типография Академии наук, 2 изд. 1788, тираж 600 экземпляров), написанной на основе материалов из Российских летописей и достоверных свидетельств.
Ответил на вопросы анкеты, разосланной по приказу Екатерины II, священник Покровской церкви города Торопца Пётр Иродионов так, что это позволило издать в 1778 году в Санкт-Петербурге его описание в виде брошюры.
Иногда Петра Иродионова называют первым торопецким историографом, однако это не совсем точно: сохранились датируемые девятнадцатым веком упоминания более ранних рукописей об истории Торопца, однако эти рукописи до нас не дошли. Книга Петра Иродионова — самый ранний известный нам печатный труд об истории Торопца. Кроме того, труд Петра Иродионова является наиболее ранним дошедшим до нас свидетельством существовавших в Торопце ночных посиделок-субботок. В книге содержатся некоторые подробности свадебного обряда.